# Ласло Киш
Ласло Киш (мађ. Kiss László; Тасар, 12. март 1956) бивши је мађарски фудбалер, након играчке каријере постао је фудбалски тренер.

## Каријера

### Клуб
Наступао је за млађе категорије Капошвара до 1974. године. У Првој лиги Мађарске дебитовао је за Печуј Месек, у којем је наступао две сезоне. Потом је две године играо за Капошвар, све док 1978. није прешао у будимпештански Вашаш. За ову екипу је наступао до 1985. године и са њом освојио је Куп Мађарске, Митропа куп, као и два пута треће место у првенству. Од 1985. до 1987. играо је за француски Монпеље, за који је одиграо 37 утакмица у другој француској дивизији и постигао 13 голова, али пошто није успео да се устали у првом тиму, одлучио је да се врати у отаџбину. Укупно је од 1978. до 1989. године у мађарском првенству одиграо 271 утакмицу у којима је 174 пута постигао гол.

### Репрезентација
За мађарску репрезентацију је дебитовао 12. септембра 1979, у пријатељском мечу против Чехословачке. Заједно са тимом учествовао је на Светском првенству у Шпанији 1982. године, где је на утакмици са Салвадором, након што је ушао као замена, у 7 минута постигао хет-трик, уједно најбржи у историји светских првенстава. Мађари су тако остварили највећу победу на завршном турниру Светског првенства резултатом 10:1. Али су били без успеха у друге две утакмице у групи, па нису успели да се пласирају у следећу фазу турнира. Последњи меч за национални тим је одиграо 31. маја 1984. године против Шпаније, који је завршен нерешеним резултатом 1:1. Укупно је за репрезентацију одиграо 33 утакмице у којима је постигао 11 голова.

### Тренер
Започео је тренерску каријеру од 1993. године. На почетку је тренирао мађарске нижелигаже, Лајошмиже и Бреме. Од 2000. године водио је женски фудбалски клуб Фемина из Будимпеште, са којим је успешно радио десетак година — тим је шест пута постао првак државе. Од 2010. године постао је селектор мађарске женске репрезентације, а ту функцију је напустио 2012. године.

## Успеси

### Играч
Вашаш
- Куп Мађарске: 1981.
- Митропа куп: 1983.

### Тренер
Фемина
- Првенство Мађарске за жене (6): 2001, 2002, 2003, 2006, 2007, 2008.